# 姆彭戈韋
13°30′30″S 28°10′0″E / 13.50833°S 28.16667°E
姆彭戈韋（Mpongwe, Zambia），是贊比亞的城鎮，位於該國中部，由銅帶省負責管轄，是姆彭戈韋縣的首府，處於盧安夏以南70公里，海拔高度1,219米，2010年人口11,130。